# مروژان آرتسرونی
مروژان آرتسرونی (ارمنی: Մերուժան Արծրունի) (ح. ۳۵۵–۳۶۹ میلادی) یک ناخارار ارمنی از دودمان آرتسرونی بود. او چند دهه پس از مسیحی شدن ارمنستان زندگی می‌کرد اما زرتشتی بود. هنگامی که شاپور دوم ساسانی در دهه ۳۶۰ به ارمنستان حمله کرد، مروژان و چند ناخارار ارمنی دیگر به ایران که زرتشتی بود مهاجرت کردند و در حمله به مناطق سوفن و آکیلیسن به شاپور پیوستند. در پی این حمله آرشاک دوم شاه ارمنستان فرار کرد اما حمله ایرانیان به دست واساک مامیکونیان دفع شد. بسیاری از تاریخ‌نگاران ارمنی مروژان را یک خیانت‌کار می‌دانند و گفته می‌شود که او به طمع ثروت و قدرت شاپور به او پیوست. با این حال، برخی ادعا می‌کنند که وی خود را به عنوان یک حاکم می‌دید که از قدرت قانونی خود برای مقابله با رشد مسیحیت استفاده می‌کند. مروژان سر انجام در سال ۳۸۰/۱ به دست مانوئل مامیکونیان کشته شد.